# Rzeki w Waszyngtonie

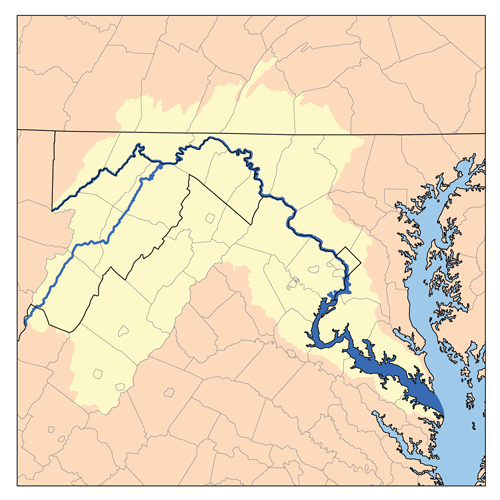
Potomak, najdłuższa rzeka przepływająca przez Waszyngton (Dystrykt Kolumbia)

Lista rzek w Waszyngtonie (Dystrykt Kolumbia).

## ZlewiskoZatoki Chesapeake

### Dorzecza Potomaku
- Potomak (665 km)
  - Anacostia (14 km)
    - Hickey Run (4 km)
    - James Creek (b.d.)
    - Pope Branch (1,6 km)
    - Stickfoot Branch (b.d.)
    - Watts Branch (8 km)

  - Bennings Branch (b.d.)
  - Davis Branch (b.d.)
  - Deep Branch (b.d.)
  - Duck Creek (b.d.)
  - Fort Dupont Tributary (b.d.)
  - Foundry Branch (b.d.)
  - Gillam Branch (b.d.)
  - Lower Beaverdam Creek (b.d.)
  - Maddox Branch (1,6 km)
  - Oxon Creek (2,4 km)
  - Reedy Branch (b.d.)
  - Rock Creek (53 km)
    - Broad Branch (b.d.)
      - Soapstone Branch (b.d.)

    - Fenwick Branch (b.d.)
      - Portal Branch (b.d.)

    - Pinehurst Branch (b.d.)
    - Piney Branch (1,2 km)

  - Tiber Creek (b.d.)